# روبرت جي. بلاند
روبرت جي. بلاند (بالإنجليزية: Robert G. Bland)‏ هو رياضياتي أمريكي، ولد في 25 فبراير 1948.